# نيلسون زامورا
نيلسون زامورا (بالإسبانية: Nelson Zamora) هو منافس ألعاب قوى أوروغواياني، ولد في 5 أبريل 1959.

## وصلات خارجية
- نيلسون زامورا على موقع الاتحاد الدولي لألعاب القوى (الإنجليزية)
- نيلسون زامورا على موقع رابطة إحصائيات سباق الطريق (الإنجليزية)
- نيلسون زامورا على موقع أوليمبيديا (الإنجليزية)